# Cerynia fulgida
Cerynia fulgida är en insektsart som beskrevs av Melichar 1901. Cerynia fulgida ingår i släktet Cerynia och familjen Flatidae. Inga underarter finns listade i Catalogue of Life.